# 岩松氏純
岩松 氏純（いわまつ うじずみ）は、上野国の武士。新田系岩松氏15代当主。

## 生涯
かねてから続いていた岩松氏とその家臣横瀬氏との争いの中、永正4年（1507年）頃、岩松尚純の子として生まれる。享禄2年（1529年）または同3年（1530年）に、兄（父ともされる）・昌純が専横を振るう横瀬泰繁を討伐しようとしたが逆に攻められ自刃。半ば泰繁に担ぎ出される形で岩松家の当主となった。
しかしその後も泰繁の専横を止める事は出来ず、天文17年（1548年）頃に自刃したとされる。跡を子・守純が継いだが、これによって横瀬氏は更に勢力を増し、泰繁の子成繁（のち由良に改姓）の代に岩松氏から金山城を奪い、いわゆる主家乗っ取りを実現した。
昌純は兄とされているが、年齢が離れている事から昌純の子ではないかという説もあり、詳しくは不明。